# Mátrai Betegh Béla
Mátrai Betegh Béla (Budapest, 1914. április 3. – Budapest, 1981. május 15.) magyar újságíró, dramaturg, rendező, színikritikus.

## Életpályája
1932-ben érettségizett, majd a Pázmány Péter Tudományegyetem Jogtudományi Karának hallgatója volt. 1941–1957 között a Vígszínház dramaturgja volt. Közben újságíró is a 8 Órai Újság, a Kossuth Népe és a Hírlap című lapoknál. 1955–1959 között a Magyar Néphadsereg Színháza, a Bartók Terem és a József Attila Színház dramaturgja és rendezője lett. 1959–1981 között a Magyar Nemzet című lap főmunkatársa, 1963–1981 között kulturális rovatvezetője volt.
Sírja a Farkasréti temetőben található.

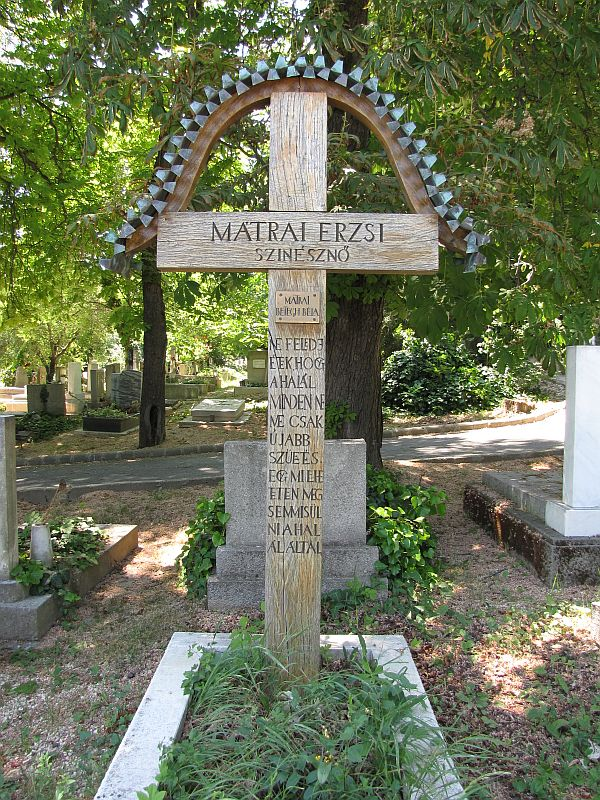
Mátray Erzsi és Mátrai Betegh Béla sírja a Farkasréti temetőben

### Családja
Szülei Mátray Erzsi (1894–1968) színésznő és Fenyő Aladár (1881–1981) színész voltak. Anyai nagyapja, Mátray Betegh Béla (1846–1912) színész, rendező nevét vette fel.

## Emlékezete
2025-ben emléktáblát avattak egykori lakhelyén, a budapesti Fortuna utcában.

## Színházi munkái
A Színházi Adattárban regisztrált bemutatóinak száma: szerzőként: 2; fordítóként: 1; rendezőként: 4.

### Szerzőként

#### Mátrai Betegh Bélaként
- Peng a gitár (1957)

#### Mátray Betegh Bélaként
- Telitalálat (1954)

### Fordítóként
- Benatzky: Az esernyős király (1959)

### Rendezőként
- Sartre: A tisztességtudó utcalány (1956)
- Benatzky: Az esernyős király (1957)
- Emőd Tamás: Lotharingia (1957)
- Pfeiffer: Nem hallgat a tenger (1958)

## Művei
- Odaát is énekelnek (tárcák, 1943)
- Évadról évadra; vál., szöveggond., utószó Barta András; Szépirodalmi, Bp., 1984